# Jelena Bonner
Jelena Georgievna Bonner (Russisch: Елена Георгиевна Боннэр) (Merv, 15 februari 1923 – Boston, 18 juni 2011) was een Turkmeens-Russische kinderarts en tijdens de Sovjetperiode een bekende dissidente.
Ze was de vrouw van dissident en Nobelprijswinnaar voor de Vrede Andrej Sacharov. In 1991 werd ze onderscheiden met de Noorse Thorolf Rafto-prijs.

## Leven
Bonner werd in 1923 geboren in Turkmenistan. Ze nam in 1941 vrijwillig dienst in het leger als verpleegster, en liep daar dusdanige verwondingen op dat haar gezichtsvermogen onherstelbaar beschadigd werd. In 1950 trouwde ze met Ivan Semjonov, met wie ze twee kinderen kreeg. In 1953 studeerde ze af als arts in Leningrad. Ze werkte als kinderarts en werd ook uitgezonden naar Irak. In 1965, toen het stalinisme was verdwenen, werd Bonner lid van de communistische partij, maar in de loop der jaren raakte ze meer en meer betrokken bij de groep van politieke dissidenten. In 1970 ontmoette ze Andrej Sacharov tijdens een rechtszitting van een mede-activist, waarna ze in 1971 trouwden. Van 1980 tot 1986 leefden ze samen in Gorki, de plaats waarheen Sacharov was verbannen. Na de dood van Sacharov in 1989 richtte Bonner de 'Andrei Sacharovstichting' op en werd ze een van de leidende figuren van de democratische beweging in Rusland en een invloedrijk voorvechtster van de mensenrechten.
In 1992 ontving Bonner uit handen van de toenmalige burgemeester van Amsterdam Ed van Thijn de mensenrechtenprijs van het Internationaal Humanistisch Congres.
Bonner woonde de latere jaren van haar leven afwisselend in Moskou en de Verenigde Staten, waar haar twee kinderen uit haar eerste huwelijk woonden.

## Autobiografisch werk
Bonner verkreeg als schrijfster bekendheid met haar autobiografische boeken "Alleen samen" (1987) en "Dochters en moeders" (1992). Beide boeken verschenen ook in het Nederlands. "Alleen samen" verhaalt over haar ballingschap met Sacharov; "Dochter en moeders" is een neerslag van haar leven in het Rusland van Stalin in de jaren dertig (waar haar vader een vooraanstaand lid was van de communistische partij), en van de nachtmerrie in de jaren erna.